# Hellmuth Böhlke
Hellmuth Böhlke (* 7. Februar 1893 in Lubahn bei Danzig; † 8. April 1956 in München) war ein deutscher Offizier, zuletzt Generalleutnant im Zweiten Weltkrieg.

## Leben
Böhlke diente als Offizier im Ersten Weltkrieg und wechselte nach dessen Ende in den Polizeidienst und wurde am 1. Juli 1920 zum Polizei-Leutnant befördert. Am 15. Oktober 1935 wurde er als Major in der neugegründeten Wehrmacht übernommen und am 1. Juni 1938 zum Oberstleutnant befördert.
Mit Ausbruch des Zweiten Weltkrieges führte er während des Überfalls auf Polen im September 1939 ein Bataillon des Infanterie-Regimentes 21 im Verband der 17. Infanterie-Division. Am 21. Januar 1941 übernahm er kurzfristig das Kommando über das Infanterie-Regiment 260 der 113. Infanterie-Division und am 15. Februar über das Ersatz-Regiment 46 der 193. Division.
Am 15. März 1941 übernahm er die Führung des Infanterie-Regimentes 430 der 129. Infanterie-Division, mit dem er während des Unternehmens Barbarossa am mittleren Abschnitt der Ostfront eingesetzt war. Am 13. Mai 1941 wurde er zum Oberst befördert. Am 12. Februar 1943 wurde er zum Führer der Reichs-Grenadier-Regiment "Hoch- und Deutschmeister" der 44. Grenadier-Division ernannt, die im August 1944 nach Italien abtransportiert wurde. Am 1. Januar 1944 wurde er zum Generalmajor befördert und übernahm am 1. Februar die Führung der 334. Infanterie-Division, die im Raum Pescara an der Adriaküste eingesetzt war. Am 1. August 1944 wurde er zum Generalleutnant befördert. Im Oktober 1944 dem XIV. Panzerkorps zugeteilt nahm sie an den Abwehrkämpfen im Raum Bologna teil, wo sie zwischendurch auch dem I. Fallschirm-Korps unterstellt war. Nach der Kapitulation der Heeresgruppe C kam er Ende April 1945 bei Rimini in US-amerikanische Kriegsgefangenschaft, im Juni 1947 wurde er ins englische Special Camp 11 Island Farm verbracht.

## Auszeichnungen
- Eisernes Kreuz (1914) II. und I. Klasse
- Verwundetenabzeichen (1918) in Schwarz
- Spange zum Eisernen Kreuz II. und I. Klasse
- Deutsches Kreuz in Gold am 27. Oktober 1941
- Ritterkreuz des Eisernen Kreuzes mit Eichenlaub[1]
  - Ritterkreuz am 20. September 1942
  - Eichenlaub am 25. Januar 1945 (716. Verleihung)